# 勾金村
勾金村（まがりかねむら）は、福岡県田川郡にあった村。現在の田川郡香春町の一部。

## 地理
遠賀川の支流、金辺川、呉川、御祓川の流域に位置していた。

## 歴史

### 沿革
- 1889年（明治22年）4月1日 - 町村制の施行により、田川郡高野村、鏡山村、中津原村、柿下村が合併して村制施行し、勾金村が発足[1][2]。
- 1936年（昭和11年）- 勾金村信用購買販売利用組合設立。1948年、勾金村農業協同組合に改組[1]。
- 1938年（昭和13年）- 香春駅郵便局開設。1943年、勾金郵便局に改称[1]。
- 1956年（昭和31年）9月30日 - 田川郡香春町、採銅所村と合併し、香春町が存続して廃止[1][2]。

### 地名の由来
旧村の高野村、中津原村、柿下村が、かつて宇佐神宮の荘園・勾金荘であったため。

## 産業
主要産業は米・麦などの農業、林業、石炭採掘。中小規模の炭田が多く繁栄したが、1960年代に衰退に向かった。

## 交通

### 鉄道
- 1895年（明治28年）- 豊州鉄道（現平成筑豊鉄道田川線）行橋 - 伊田間開通。香春駅（現勾金駅）開設[1]。
- 1911年（明治44年）- 小倉鉄道 上香春 - 添田間 軽便鉄道開通[1]
- 1915年（大正4年）- 小倉鉄道（現日田彦山線）東小倉 - 添田間開通。上香春駅開設。1943年、香春駅に改称[1]。

### 道路
- 1890年（明治23年）- 仲哀隧道開通[1]

## 教育
- 1909年（明治42年）- 郡立田川農林学校開校。1917年、県立移管[1]。
- 1917年（大正6年）- 郡立田川中学校開校。1919年、県立移管（現福岡県立田川高等学校）[1]。